# Єврейський музей у Львові
Єврейський музей у Львові — перший музей єврейського мистецтва, історії та культури у Львові, який існував у 1934—1939 роках.

## Історія створення

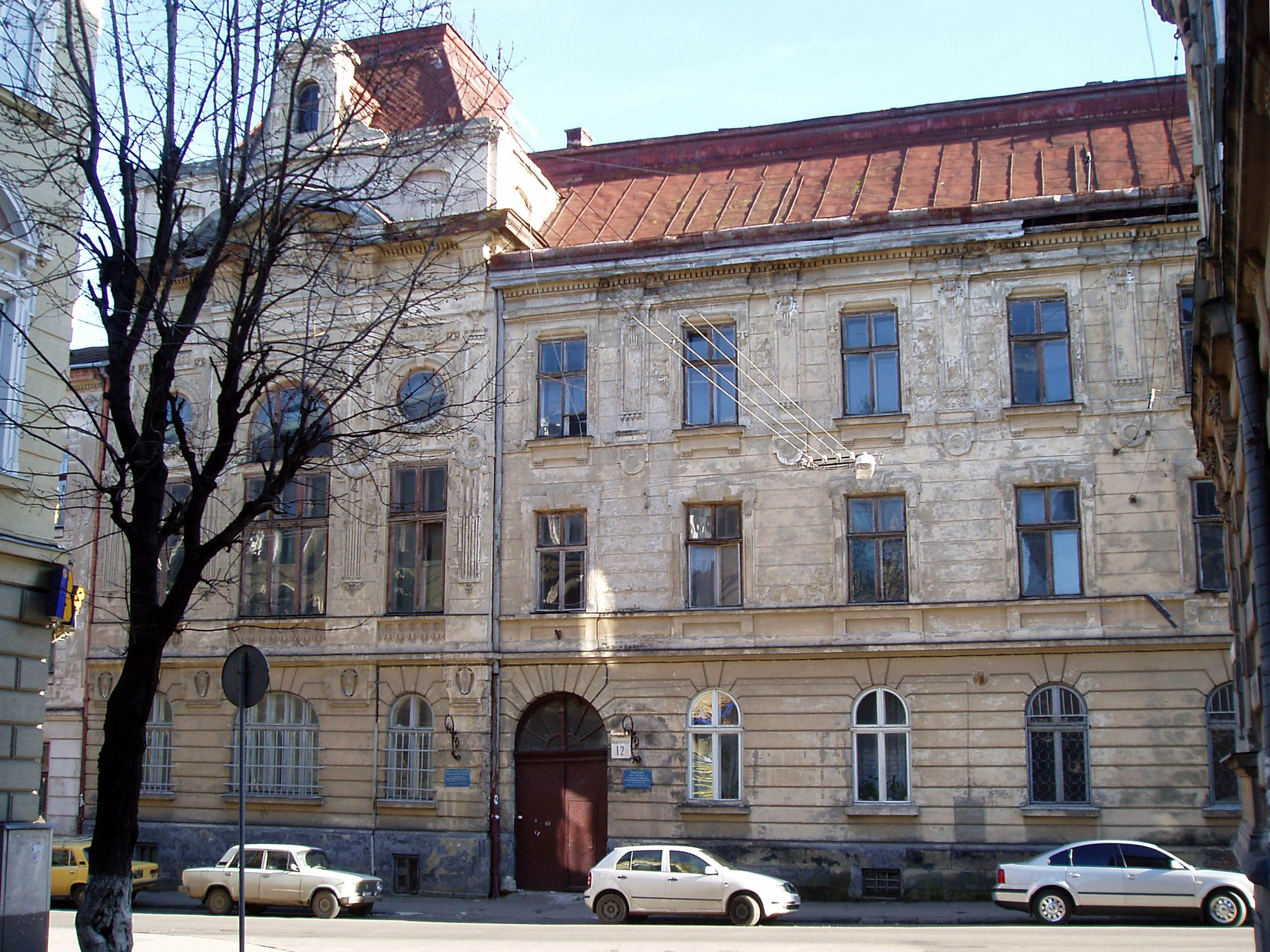
Будинок, де знаходився музей

Ініціаторами створення були члени Кураторії з опіки над єврейськими пам'ятками при єврейській релігійній громаді Львова та Товариства друзів єврейського музею у Львові, створеного у 1931 році. Відкрився 17 травня 1934 року на другому поверсі в будинку єврейської релігійної громади на вулиця Бернштайна (нинішня вул. Шолом-Алейхема), 12, де йому було відведено п'ять залів та коридор.
Музей очолив художник-живописець, знавець єврейської старовини Людвіг Лілле.
Музей був відкритим для всіх охочих з правом безкоштовного відвідування щоденно в першій половині дня.

## Колекція
В музеї було зібрано пам'ятки єврейської історії та культури з різних місцевостей Галичини. Частина експонатів складалася з депозитів релігійної громади, зокрема родини доктора Марека Райхенштайна.
В експозиції було представлено старовинні срібні вироби культового призначення з львівських синагог, тканини XVII–XIX століть, ємності на бесанім, ханукальні лампи, зразки культової та світської кераміки, колекцію вибійчаної тканини, колекцію кетуб, виконаних на пергаменті, корони на Тору, а також фотографії пам'яток архітектури та надгробків.
У 1938 році зібрання містило 809 предметів: 196 предметів, які були у власності музею, 458 предметів, що належали Товариству друзів єврейського музею, 84 безстрокових  депозитів і 71 тимчасовий депозит. Музей було закрито 1939 року після утвердження радянської влади.

## Після закриття
У 1940 році приміщення музею націоналізовано, колекцію разом передано Музею художнього промислу, де нею опікувався Максиміліан Гольдштейн.
Під час нацистської окупації колекція залишалась у Львові, попри наміри окупаційної влади її не було вивезено за межі міста завдяки тому, що її сховали зберігачі. Після Другої світової війни частина колекції разом із предметами, що походили зі збірки Райхенштайна, залишилась у Музеї художнього промислу. Але певні предмети передано Львівському музею історії релігії та Львівській національній галереї мистецтв імені Бориса Возницького.
У 2000-х роках виникали ініціативи з відновлення музею.